# 巫蘇
巫蘇（卡那卡那富語：'Usu），是台灣卡那卡那富族傳說中的一名少女，因為嘗試學習打獵而被燒死。

## 傳說
巫蘇雖然是女性，但除了織布等女性做的事情外，她也對打獵很有興趣。有一次，部落的男性（一說帶隊的是她的父親）要去打獵時，她想要跟著去，卻因打獵在族理的規定是男性才能做，所以被拒絕，而她沒有放棄，仍偷偷跟在後面，結果男性們在森林中放火打獵，使得不知情的她身陷火場中，最後爬上一棵樹，唱起一首叫《Cina Cuma》（父親、母親）的歌呼喚父母，最後被火燒死。打獵的隊伍中雖然有人聽到她的歌聲，但沒有在意，直到回到部落時發現巫蘇不見了才發覺那可能是她的聲音。
巫蘇死後，靈魂隨著煙飄到天上，遇到一個叫做道利必（Taulipi）的幽靈，雖然道利必跟她說她的親人很捨不得她，但巫蘇還是請道利必帶著自己前往冥界；另一方面，為了紀念她，族人在她的家門口插了一支箭，並把她唱的《Cina Cuma》定為祭歌，在祭儀的時候吟唱，後來那隻箭長成了一棵大樹，高聳入天後又垂到地面，巫蘇便經常和道利必一起藉由那棵樹回到人間探望家人。某次，有位壞人想要砍倒樹好壓死巫蘇的家人，但卻自己被樹壓死了。巫蘇又要求父母幫她準備魚和項鍊，於是後來族人會準備食物和項鍊祭祀祖靈。

## 祭典
現在卡那卡那富族人會在米貢祭（Mikongu）上祭祀巫蘇，因為巫蘇喜歡魚和項鍊，因此米貢祭的供品中一定有魚，而女子都會佩戴項鍊，她當初唱的歌則是祭典中的主要歌曲之一。

## 外部連結
- 隨煙飄到天上的Usu （页面存档备份，存于），原住民數位博物館